# Arma (dinastía)
A raíz de la conquista por tropas enviadas por Ahmad al-Mansur al mando de Yuder Pachá a la Curva del Níger, se formó en esta región de Malí una insólita comunidad andalusí, de costumbres y lengua castellana, que mantuvo su poder hasta 1737 y su preeminencia social y cultural hasta la primera mitad del siglo XIX, cuando fueron conquistados definitivamente por la etnia peul. 
Su nombre procede probablemente del uso de "armas" de fuego (arcabuces) que fueron decisivos en la desigual batalla. 
No obstante, los "arma" continuaron desempeñando un relevante papel en la política regional y participaron activamente en los procesos de independencia de Malí. Aún hoy se aferran a su origen andaluz, utilizan palabras castellanas ("alcaide", "alfalfa", "alpargata" , "albornoz", "garrafa", "ámbar', "alfombra") y recuerdan al conquistador que fundó su dinastía (aunque no dejó ninguna descendencia, porque era eunuco), el almeriense Yuder Pachá. Una visión bien distinta del papel del almeriense es la que hace a Yuder Pachá responsable de la decadencia del hasta entonces espléndido Imperio songhay, heredero de los míticos reinos de Ghana y Mali, y de lo que era la ciudad más importante económica y culturalmente del África subsahariana, Tombuctú.
- Datos: Q20013185